# Ernest Vulliemin
Pour les articles homonymes, voir Vulliemin.
Ernest Vulliemin, né le 16 novembre 1862 à Lausanne et mort le 24 février 1900 à Dinan, est un peintre et illustrateur suisse.

## Biographie
Ernest John Alexis Vulliemin naît le 16 novembre 1862 à Lausanne, dans le canton de Vaud. Il est le fils de Charles August Wilhelm Vulliemin et de Caroline Élise Juliette Vautier.[réf. nécessaire]
Il se forme à l'Académie des beaux-arts de Düsseldorf entre 1881 et 1884[réf. nécessaire], puis se rend à Paris et fréquente pendant quatre ans, aux Beaux-Arts de Paris, les ateliers de Gustave Boulanger, Jules Lefebvre, Aimé Morot[réf. nécessaire] et Théobald Chartran.
Il peint surtout à l'aquarelle et excelle dans la représentation de chevaux. Il est illustrateur de plusieurs livres et réalise de nombreuses affiches, notamment pour les Cycles Peugeot.[réf. nécessaire]
En 1891, il épouse Marie Anna Geneviève Masson. Leur fille Germaine Emma Girardine Vulliemin (1893-1979) épousera le capitaine Thomas Bromhead Butt.[réf. nécessaire]
Atteint de phtisie, il meurt en villégiature à Dinan le 24 février 1900 à l'âge de 37 ans, son ami Gustave Doret et son beau-père Armand Masson sont témoins du décès devant l'état civil.
Une exposition posthume de ses œuvres est organisée quelques semaines après sa mort à Lausanne.